# 3910 Liszt
3910 Liszt este un asteroid din centura principală, descoperit pe 16 septembrie 1988 de Eric Elst.